# Hertig av Anjou
Hertigen av Anjou kallades den som styrde över det franska grevskapet Anjou. Uppdraget instiftades av Karl den skallige på 800-talet, för med titeln Greven av Anjou. Titeln är alltjämt i funktion, men är numera att betrakta som en ren hederstitel[källa behövs]. 

## Lista över grevar avAnjou

### Inrättad första gången870–1203

#### Huset Ingelger
- Ingelger (870–898), fader till
- Fulko I den röde (898–941), fader till
- Fulko II den gode (941–958), fader till
- Gottfrid I gråmantel (958–987)

#### Huset Anjou
- Fulko III den svarte (987–1040), son till
- Gottfrid II Martel (1040–1060)
- Gottfrid III den skäggige' (1060–1067)
- Fulko IV (1067–1109)
- Gottfrid IV, medregent (1098–1106)
- Fulk V den unge (1106–1129), även kung av Jerusalem som Fulk I
- Geoffrey V Plantagenet (1129–1151)
- Henrik I (1151–1189), även kung av England som Henrik II
- Henrik II den yngre, medregent (1170–1183)
- Rikard I Lejonhjärta (1189–1199)
- Arthur I (1199–1203)

År 1204, förlorades Anjou till kung Filip II August av Frankrike.  Grevskapet gavs som apanage åt Ludvig VIII 's son Johan, som dog 1232 vid tretton års ålder, och sedan till Ludvigs yngsta son, Karl, senare den första Angevin-kungen av Sicilien.

### Inrättad andra gången1246-1297:Huset Anjou
- John I Tristan (1219-1232)
- Karl I (1226–1285)
- Karl II (1254–1309), son till den föregående, överlät landet till sin dotter 1273
- Margareta I (1273–1299)

År 1290 gifte sig Margaret med Karl av Valois, yngre bror till kung Filip IV av Frankrike. Han blev greve av Anjou genom henne, och fick titeln hertig av Anjou och fransk pärvärdighet 1297.

### Inrättad tredje gången1297-1332:Huset Valois
- Karl III, hertig av Anjou (1270–1325)
- Filip I (1293–1350), son till den föregående, även kung av Frankrike som Filip VI, han gav grevskapet till sin son

### Inrättad fjärde gången1332-1350:Huset Valois
- Johan II (1319–1364), son till den föregående, även kung av Frankrike som Johan II

### Inrättad femte gången1356-1360:Huset Valois-Anjou
- Ludvig I (1339–1383), son till den föregående, fick titeln hertig av Anjou 1360

## Lista över hertigar av Anjou

### Inrättad första gången1360-1481:Huset Valois-Anjou
- Ludvig I (1339–1383)
- Ludvig II (1377–1417), son till Ludvig I
- Ludvig III (1403–1434), son till Ludvig II
- René I (1409–1480), son till Ludvig II
- Karl IV (1436–1481), sonson till Ludvig II

När Karl IV dog drogs Anjou in till kronan.

### Inrättad andra gången1515-1531:Huset Savojen
- Louise I (1476–1531), mor till kung Frans I av Frankrike

### Inrättad tredje gången1566-1576:Huset Valois-Angoulême
- Henrik III (1551–1589), son till kung Henrik II av Frankrike, även kung av Frankrike som Henrik III

### Inrättad fjärde gången1576-1584:Huset Valois-Angoulême
- Frans I (1555–1584), bror till Henrik III

### Inrättad femte gången:1608-1824:Huset Bourbon
- Gaston I (1608–1660), son till kung Henrik IV av Frankrike, titulerad hertig av Anjou från födseln fram till att han fick titeln hertig av Orléans 1626
- Filip II (1640–1701), son till kung Ludvig XIII av Frankrike, titulerad hertig av Anjou från födseln fram till att han fick titeln hertig av Orléans 1660
- Filip III (1668–1671), son till kung Ludvig XIV av Frankrike, titulerad hertig av Anjou från födseln
- Ludvig IV (1672–1672), son till kung Ludvig XIV av Frankrike, titulerad hertig av Anjou från födseln
- Filip IV (1683–1746), son till Ludvig, Le Grand Dauphin, titulerad hertig av Anjou från födseln fram till att han blev kung Filip V av Spanien 1700
- Ludvig V (1710–1774), son till Ludvig, le Petit Dauphin, titulerad hertig av Anjou från födseln fram till att han blev Dauphin 1712, även kung av Frankrike som Ludvig XV
- Filip V (1730–1733), son till Ludvig XV, titulerad hertig av Anjou från födseln
- Ludvig VIII (1755–1824), bror till kung Ludvig XVI av Frankrike, även kung av Frankrike som Ludvig XVIII

### Inrättad sjätte gången1883-idag:Huset Bourbon
Vid Henrik, greve av Chambords död, blev carlistiska tronpretendenter överhuvud för Huset Capet och även för Huset Bourbon. Några av dem använde titeln hertig av Anjou.
- Jacques, hertig av Anjou och Madrid (1870-1931)
- Alphonse Charles av Bourbon, hertig av Anjou och San Jaime (1849-1936)

År 1941, efterträdde Jaime, hertig av Segovia sin fader den landsflyktige kung Alfons XIII av Spanien, Alphonse I av Frankrike som överhuvud för Huset Capet och därför som legitimistisk pretendent till den franska tronen. Han antog då titeln hertig av Anjou, som burits av hans anfader Filip V av Spanien. 
- Henrik VI (1908–1975)
- Alfons II (1936–1989)
- Ludvig XX  (1974-idag)

### Andra inrättningar2004-idag:Huset Orléans
Den 8 december 2004, Henri, greve av Paris, Orléanistisk tronpretendent till den franska tronen, gav sin brorson Charles Philippe titeln hertig av Anjou.
- Charles Philip (1973-idag)